# Benno Patt
Benno Patt jr. (16 febbraio 1942) è un ex sciatore alpino norvegese.

## Biografia
Sciatore polivalente, Benno Patt vinse la medaglia d'argento nello slalom gigante ai Campionati norvegesi 1960 e gareggiò in ambito internazionale fino al 1961, quando partecipò al trofeo Holmenkollen-Kandahar (Holmenkollen, 25-26 febbraio) classificandosi 15º nello slalom gigante, 19º nello slalom speciale e 15º nella combinata; non prese parte a rassegne olimpiche o iridate.

## Palmarès

### Campionati norvegesi
- 1 medaglia[senza fonte]:
  - 1 argento (slalom gigante nel 1960)[senza fonte]